# Sister Rosetta Tharpe
Sister Rosetta Tharpe, geboren als Rosetta Nubin (Cotton Plant, 20 maart 1915 – Philadelphia, 9 oktober 1973), was een Amerikaanse gitariste, zangeres en componist. In de jaren dertig en veertig van de twintigste eeuw werd Tharpe bekend met haar bijzondere, swingende interpretatie van gospelmuziek; zij gaf deze een unieke touch door de tekst van spirituals te combineren met een ritmische blues begeleiding op een elektrische Gibson gitaar, die bij sommige nummers als vroege rock and roll wordt gezien.
Rosetta durfde het aan de lijn tussen "het heilige" en "het profane" te doorbreken; ze bracht haar interpretaties van spirituals net zo goed ten gehore in nachtclubs als in de kerk. Tharpe is dan ook van invloed op de opkomst van de pop-gospelmuziek en de rock. Ook al choqueerde Sister Rosetta met haar speel- en zangstijl de meer conservatieve kerkgangers, de gospelmuziek heeft ze nooit verlaten.
Met haar muziek had ze invloed op rock-'n-roll-artiesten als Little Richard, Johnny Cash, Elvis Presley en Jerry Lee Lewis. Het achtergrondkoor waar Tharpe mee op tournee was, de Jordanaires, werden later door de producent van Presley onder contract genomen. De titel van een BBC-documentaire over haar carrière is The Godmother of Rock n' Roll: Sister Rosetta Tharpe. Een vooraanstaand journalist schrijft in 2015:
Niemand – niet Chuck Berry, niet Scotty Moore, niet James Burton, niet Keith Richards – speelde wilder of meer eerstegraad rock’n’roll gitaar dan deze vrouw.

## Jeugd en vroege carrière
Rosetta Nubin werd geboren in Cotton Plant, Arkansas, Verenigde Staten. Haar ouders, Katie Bell Nubin en Willis Atkins, waren ooit katoenplukkers. Over haar vader is verder weinig bekend, maar we weten dat hij zong. Tharpes moeder, Katie Bell Nubin, was zangeres, speelde mandoline en was prediker voor de Church of God in Christ, een kerkgenootschap dat in 1894 door Charles Mason was opgericht. In deze kerk werd ritmische muzikale expressie, dansen en het prediken door vrouwen aangemoedigd. Met de steun van haar moeder begon Tharpe vanaf vierjarige leeftijd met zingen en gitaarspelen. Toen ze zes was, reisde Tharpe, die wel "Little Rosetta Nubin, the singing and guitar playing miracle" werd genoemd, mee met haar moeder door het zuiden van Amerika; hier gaven ze optredens die deels preek waren, deels gospelconcert.
In het midden van de jaren twintig kozen Tharpe en haar moeder Chicago als thuisstad. Ze traden op bij de Church of God in Christ, gelegen aan 40th Street, en reisden naar kerkconventies in het land. Op deze manier verwierf Tharpe aanzienlijke aandacht als een muzikaal wonderkind. Ze viel op in een tijd waarin populaire zwarte gitaristen zeldzaam waren en vrouwelijke solo-gitaristen niet bestonden. In 1934 trouwde ze op 19-jarige leeftijd met Thomas Thorpe, een priester van de Church of God in Christ, die vaak meeging met Rosetta en haar moeder tijdens optredens. Het huwelijk duurde slechts kort, maar Rosetta nam wel een aangepaste versie van zijn naam over als artiestennaam: Sister Rosetta Tharpe, een naam die ze de rest van haar carrière zou blijven gebruiken. In 1938 verliet Tharpe haar man en ze verhuisde naar New York, samen met haar moeder.

## Carrière

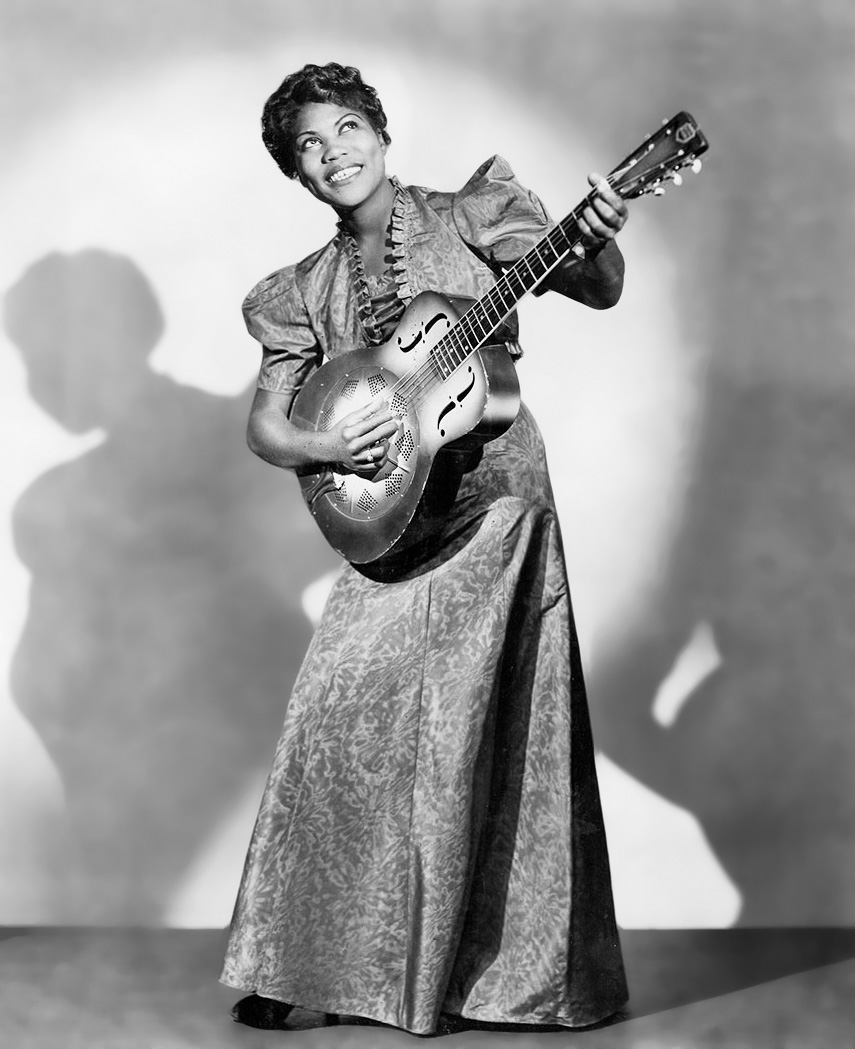
Sister Rosetta Tharpe, publiciteitsfoto met gitaar, 1938

Op 31 oktober 1938 kreeg de 23-jarige Tharpe een contract bij Decca Records en nam ze vier singles op, met als begeleiding Lucky Millinder's jazz orchestra. De eerste gospelnummers ooit door Decca opgenomen, "Rock Me," "That's All," "My Man and I" en "The Lonesome Road", werden onmiddellijk een hit in heel Amerika. Tharpe was hiermee de eerste commercieel succesvolle gospelartiest, waarbij het nummer "Rock me" (in the cradle) een ander onderwerp lijkt aan te spreken dan een bijbels thema.
Nog bekender raakte ze door haar optredens met jazzartiest Cab Calloway in de Cotton Club in oktober 1938 en het optreden met John Hammond in de Carnegie Hall op 23 december 1938. Deze optredens waren om verschillende redenen zowel controversieel als revolutionair. Het opvoeren van gospelmuziek voor een seculier nachtclubpubliek en dan ook nog samen met blues- en jazzmuzikanten en dansers was hoogst ongebruikelijk. Binnen conservatieve religieuze kringen werd neergekeken op het feit dat een vrouw gitaar speelde en dat ze dat ook nog deed op zulke "wereldse" podia. Hierdoor raakte Tharpe weleens uit de gratie van groepen binnen de gospelmuziek.
Begin 40er jaren kreeg Tharpe een contract bij de bigbandleider Lucky Millinder. Er wordt wel gezegd dat Tharpe weinig invloed had op wat ze mocht opnemen toen ze bij hem onder contract stond. Zo zong ze het nummer "Tall Skinny Papa", een schunnig liedje dat weinig met spiritualiteit te maken heeft. Het werd een grote hit. Hierna keerde ze weer terug naar de gospel. In de jaren veertig trad Rosetta veel op met "The Dixie Hummingbirds" als supporting act en, voor die tijd schokkend, met de uit blanke mannen bestaande zanggroep "The Jordanaires", die later onder contract zou worden genomen door de producent van Elvis Presley.

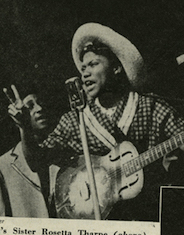
Sister Rosetta Tharpe tijdens een optreden in Cafe Zanzibar

Het boogiewoogie-nummer "Strange Things Happening Every Day" uit 1944, dat ze opnam met Sammy Price was de eerste gospelplaat die "crossover" ging, ofwel in de Verenigde Staten in meer dan één hitlijst werd opgenomen. Het behaalde in april 1945 de tweede plaats op de race records-lijst, de chart die later de R&B-lijst zou worden genoemd. Het nummer wordt als een van de voorlopers van rock and roll gezien.
Na de Tweede Wereldoorlog koppelde platenmaatschappij Decca Tharpe aan Marie Knight. In hun hit "Up Above My Head" verzorgde Knight de tweede stem in deze traditionele call and response-compositie. Enkele jaren waren de twee vrouwen, die ook een relatie kregen, een succes binnen het gospelcircuit. Toen Knights moeder bij een brand omkwam, ging Rosetta alleen verder. Als publiciteitsstunt trouwde ze in 1951 met Russell Morrison, die ook haar manager zou worden. Op het huwelijk in het Griffith Stadium in Washington, dat werd gevolgd door een optreden, kwamen 25.000 mensen af.
Rosetta's carrière raakte in het slop, volgens Anthony Heilbut omdat ze zich niet wist te vernieuwen: in de jaren vijftig trad ze nog steeds op met nummers die ze ook in de jaren dertig zong; Rosetta was een "oldies act" geworden. Met haar echtgenoot en haar moeder verhuisde ze naar een klein huis in Philadelphia. In 1957 werd Tharpe geboekt door jazztrombonist Chris Barber voor een tour van een maand door het Verenigd Koninkrijk. Het was een succes. Tharpe vond nieuwe fans in Europa. In 1964 toerde Rosetta door Europa met de "Blues and Gospel Caravan", met onder andere Muddy Waters en Otis Spann, Ransom Knowling, Little Willie Smith, Reverend Gary Davis, Cousin Joe, Sonny Terry en Brownie McGhee. Haar optredens in Engeland waren een inspiratie voor jonge popgroepen als de Animals, Beatles en Rolling Stones.

## Dood
In 1970 kreeg Tharpe, die leed aan diabetes, een beroerte en raakte ze een been kwijt. In 1973 overleed ze na een nieuwe beroerte. Ze is begraven op "Northwood Cemetery" in Philadelphia, Pennsylvania, Verenigde Staten.

## Erkenning
- Sister Rosetta Tharpe is in 2007 opgenomen in de Blues Hall of Fame.
- Op 15 juli 1998 gaf de United States Postal Service een postzegel uit van 32 cent met daarop Sister Rosetta[14].
- 11 januari is uitgeroepen tot "Sister Rosetta Tharpe Day" in Pennsylvania[6].
- 35 jaar na haar overlijden is in 2008 een grafsteen geplaatst, deels gefinancierd door een benefietconcert[15].
- Down By The Riverside (1948) werd in 2004 opgenomen in de National Recording Registry, met als reden dat Tharpe vele gospel-, jazz- en rockmuzikanten heeft beïnvloed, waarbij het nummer "Down by the Riverside" Tharpes unieke stemgeluid en levendige gitaarspel goed weergeeft en zodoende haar invloed op vroege rhythm-and-bluesartiesten[16].

## Muzikale invloed
- Little Richard noemde Sister Rosetta zijn favoriete artiest als kind. In 1945 hoorde Rosetta, vlak voor een concert in het "Macon City Auditorium", Richard twee van haar gospelliedjes zingen. Tijdens het concert nodigt Rosetta Richard uit mee te zingen op het podium; nadien betaalt ze hem hiervoor[17]. Jerry Lee Lewis bestempelde Tharpe als rock-'n-roll-artiest en Elvis Presley hield van Sister Rosetta[7].
- Johnny Cash noemde Rosetta zijn favoriete artiest[5].
- Tina Turner noemt Sister Rosetta, naast Mahalia Jackson, als een van haar eerste muzikale inspiratiebronnen[18].
- De Franse film Amélie bevat een scène waarin de buurman van de hoofdpersoon gebiologeerd kijkt naar onder andere een optreden van "Up Above My Head" door Tharpe.

### Recente opnames
- De Britse zanger Frank Turner bracht in 2019 een track uit genaamd 'Sister Rosetta', te vinden op zijn album No Man's Land (2019).
- De Engelse band Alabama 3 nam een eigen versie op van "Up Above My Head" en noemden een nummer op hun debuutalbum "Exile on Coldharbour" "Sister Rosetta".
- De Engelse indierockband The Noisettes zetten het nummer "Sister Rosetta (Capture the Spirit)" op hun album "What's the Time Mr. Wolf?" uit 2007.
- In 2007 namen Alison Krauss en Robert Plant het nummer "Sister Rosetta Goes Before Us" op, geschreven door Sam Phillips, die het in 2008 ook opnam.
- Gospelzanger Michelle Shocked opent haar live-album "ToHeavenURide" uit 2007 met het nummer "Strange Things Happening Every Day".
- In 2003 kwam er een tribute-album uit: "Shout, Sister, Shout: A Tribute to Sister Rosetta Tharpe".

## Discografie

### Albums
- The Lonesome Road, Decca 224, (1941)
- Blessed Assurance, (1951)
- Wedding Ceremony Of Sister Rosetta Tharpe and Russell Morrison, DeccaDA-903, (1951)
- Gospel Train, (1956)
- Famous Negro Spirituals and Gospel Songs, (1957)
- Sister Rosetta Tharpe, MGM E3821, (1959)
- Sister Rosetta Tharpe, Omega OSL31, (1960)
- Gospels In Rhythm, (1960)
- Live in 1960, (1960)
- The Gospel Truth with the Bally Jenkins Singers, (1961)
- Sister Rosetta Tharpe, Crown LP5236, (1961)
- Sister On Tour, (1962)
- Live In Paris , (1964)
- Live at the Hot Club de France, (1966)
- Negro Gospel Sister Rosetta Tharpe and the Hot Gospel Tabernacle Choir and Players, (1967)
- Precious Memories, Savoy 14214, (1968)
- Singing In My Soul, Savoy 14224, (1969)

Het complete oeuvre van Sister Rosetta Tharpe met opnames tot 1961 is uitgegeven als een zevenvoudige cd-box door het Franse label Frémeaux & Associés.

### Hitsingles (Verenigde Staten)
| Jaar | Single                                        | Hitnotering (VS)      |
| Jaar | Single                                        | Hot R&B/Hip-Hop Songs |
| ---- | --------------------------------------------- | --------------------- |
| 1945 | "Strange Things Happening Every Day"          | 2                     |
| 1948 | "Precious Memories (hymn)\|Precious Memories" | 13                    |
| 1948 | "Up Above My Head, I Hear Music In The Air"   | 6                     |
| 1949 | "Silent Night (Christmas Hymn)"               | 6                     |

- Bibsys: 9003536
- Biblioteca Nacional de España: XX1304623
- Bibliothèque nationale de France: cb13939696f (data)
- Gemeinsame Normdatei: 119445204
- International Standard Name Identifier: 0000 0000 5936 5531
- Library of Congress Control Number: n89652514
- MusicBrainz: f5625c87-5a62-4b3b-a375-fe08a71acddc
- Nationale Bibliotheek van Tsjechië: ola2002159354
- Nationale bibliotheek van Australië: 64451573
- Nationale Bibliotheek van Israël: 987007388237005171
- Réseau des bibliothèques de Suisse occidentale: 02-A006297777
- SNAC: w62k48tw
- Système universitaire de documentation: 088882551
- Trove: 1776260
- Virtual International Authority File: 37106289
- WorldCat: E39PBJrWFwpJyWXQQkd9pRDH4q